# رضا معرفي
رضا عبد الله معرفي (1956 - 13 مايو 2023) لاعب كرة قدم كويتي سابق، لعب مع نادي القادسية الكويتي ومنتخب الكويت، وأمين سر مجلس ادارة نادي القادسية لسنوات عديدة ساهم في تطوير النادي خلال فترة توليه المنصب، والتي شهدت خلالها أفضلية كبيرة وتألقًا بارزًا في جميع الألعاب التي شارك فيها، كما قدم للنادي خلال فترة إدارته العديد من المواهب اللامعة للمنتخبات الوطنية الكويتية.

## مسيرته كلاعب وإداري
بدأ رضا معرفي مسيرته الرياضية في منتصف ستينيات القرن العشرين، حيثُ تدرج في المراحل السنية لنادي القادسية، وصُعِّد إلى الفريق الأول في بداية السبعينيات، وسريعًا ما انضم للمنتخب الوطني الأول، الذي حقق معه لقب كأس الخليج العربي 4، وفي العام ذاته شارك مع منتخب الكويت في كأس آسيا، حيثُ احتل الفريق المركز الثاني في البطولة، ثم أعلن اعتزاله اللعب في الموسم الرياضي 1980-1980، وبعد اعتزاله انخرط في العمل الإداري حيثُ شغل منصب عضوية مجلس الإدارة لنادي القادسية، قبل أن يتولى منصب أمين السر العام مُنذ 1997 والذي استمر فيه قرابة عشرين عامًا.

## وفاته
توفي رضا معرفي مساء يوم السبت 23 شوال 1444 هـ الموافق 13 مايو 2023 في العاصمة البريطانية لندن عن عمر يناهز 67 عام بعد صراع مع مرض السرطان.